# Institut Saint-André (Charleroi)
L'Institut Saint-André est une école maternelle, primaire et secondaire située dans la ville de Charleroi en Belgique.

## Histoire

### Création
L'Institut Saint-André voit le jour le 6 octobre 1884, sous l'impulsion d'un Père Jésuite, lequel, avec dix sœurs créent une école pour jeunes filles. La section primaire est ouverte en 1885, et une école professionnelle en 1897. Une section technique est ouverte en 1947. L'école devient mixte en 1972 concernant l'enseignement primaire, et en 1975 pour le secondaire. Deux bâtiments supplémentaires sont successivement construits en 1957 et 1977 pour accueillir un nombre d'élèves grandissant. Dans les années 1980, l'école passe sous direction laïque.

### Incendie de 1995
En date du 7 mars 1995, un violent incendie ravage les bâtiments de l'institut, qui fait une nonantaine de blessés, mais aucun tué. Ce mardi là, jour de classe, à 11h52, les services de secours sont avisés d'un départ de feu dans une des annexes de l'école. Les hommes du feu au nombre de 45, dont certains rappelés de congé, arrivent rapidement sur place ainsi qu'une soixantaine de membres des forces de l'ordre (police communale et gendarmerie confondues) dont les locaux sont situés à proximité. Le plan catastrophe régional est lancé, de nombreuses ambulances et hôpitaux du grand Charleroi sont mis à pied d’œuvre, ainsi qu'un hélicoptère de la gendarmerie.
En raison de la rapidité avec laquelle l'incendie prend de l'ampleur, plusieurs dizaines d'élèves n'ont d'autre choix que de se réfugier sur les corniches du bâtiment à une quinzaine de mètres de hauteur. Les pompiers parviennent à tous les sauver en déployant des échelles jusqu'à eux. Le feu est maitrisé vers 13h15.
C'est en octobre 1997 que débute la reconstruction des bâtiments.
En 2015, la cause précise de l'incendie est toujours ignorée, on sait uniquement qu'elle est accidentelle.

## Anciennes élèves
- Éliane Liekendael
- Joëlle Milquet